# Maplewood (Missouri)
Maplewood és una població dels Estats Units a l'estat de Missouri. Segons el cens del 2000 tenia 9.228 habitants.

## Demografia
Segons el cens del 2000, Maplewood tenia 9.228 habitants, 4.815 habitatges, i 2.041 famílies. La densitat de població era de 2.298,7 habitants per km².
Dels 4.815 habitatges en un 19,1% hi vivien nens de menys de 18 anys, en un 27,1% hi vivien parelles casades, en un 11,6% dones solteres, i en un 57,6% no eren unitats familiars. En el 48,5% dels habitatges hi vivien persones soles el 7,5% de les quals corresponia a persones de 65 anys o més que vivien soles. El nombre mitjà de persones vivint en cada habitatge era d'1,92 i el nombre mitjà de persones que vivien en cada família era de 2,83.
Per edats la població es repartia de la següent manera: un 18,3% tenia menys de 18 anys, un 13% entre 18 i 24, un 39% entre 25 i 44, un 20,6% de 45 a 60 i un 9,1% 65 anys o més.
L'edat mediana era de 34 anys. Per cada 100 dones de 18 o més anys hi havia 98,7 homes.
La renda mediana per habitatge era de 29.151 $ i la renda mediana per família de 44.178 $. Els homes tenien una renda mediana de 30.279 $ mentre que les dones 24.025 $. La renda per capita de la població era de 19.087 $. Entorn del 10,6% de les famílies i el 14,1% de la població estaven per davall del llindar de pobresa.

## Poblacions més properes
El següent diagrama mostra les poblacions més properes.